# Бергау, Иван Августович
Иван Августович Бергау (23 сентября 1861 — ?) — генерал-майор Российской императорской армии, участник Первой мировой войны. Обладатель Георгиевского оружия.

## Биография
Родился 23 сентября 1861 года. По вероисповеданию был православным. Общее образование получил в Владимирской Киевской военной гимназии.
14 августа 1880 года вступил на службу в Российскую императорскую армию. В 1882 году окончил 3-е военное Александровское училище, со старшинством с 7 августа 1886 года в чине подпоручика в лейб-гвардии Московский полк. 7 августа 1886 года получил старшинство в чине поручика, 28 марта 1893 года получил старшинство в чине штабс-капитана, 5 апреля 1898 года получил старшинство в чине капитана, 6 декабря 1903 года получил старшинство в чине полковника. В течение 11 лет, 6 месяцев и 11 дней был командиром роты, в течение 5 лет и 12 дней командовал батальоном.
С 21 января 1908 года по 18 июня 1910 года был командиром 1-го Кронштадтского крепостного пехотного полка, а с 18 июня 1910 года командиром 199-го пехотного Кронштадтского полка, который был сформирован из 1-го Кронштадтского крепостного пехотного и 199-го пехотного резервного Свирского полков. Приказом от 1913 года «за отличие» Иван Бергау был произведён в генерал-майоры, со старшинством с 14 апреля того же года. С 4 июня 1913 года был командиром 1-й бригады 51-й пехотной дивизии. По состоянию на июнь 1915 года был в том же чине и в той же должности.
Высочайшим приказом от 21 июня 1915 года был удостоен Георгиевского оружия:
за то, что обороняя важный левый участок укрепленной позиции дивизии западнее гор. Сувалок двумя полками пехоты с дивизионом артиллерии с 11-го по 21-е октября 1914 года, находясь в боевой линии войск, отбил все настойчевые повторные атаки превосходящих сил противника и не уступил своей позиции.
14 ноября 1915 года был  назначен командиром бригады 68-й пехотной дивизии. По состоянию на 10 июля 1916 года находился в том же чине и в той же должности. С 18 мая 1917 года командовал этой дивизией.

## Награды
Иван Августович Бергау был удостоен следующих наград:
- Георгиевское оружие (21 июня 1915)
- Орден Святого Владимира 3-й степени (1909); мечи к ордену (15 июля 1915);
- Орден Святой Анны 1-й степени с мечами (28 июня 1915);
- Орден Святой Анны 2-й степени (1905);
- Орден Святого Станислава 1-й степени с мечами (16 мая 1915);
- Орден Святого Станислава 2-й степени (1901);
- Орден Святой Анны 3-й степени (1897);
- Орден Святого Станислава 3-й степени (1893).